# Phill Lewis
Phill Lewis (né le 4 septembre 1968 en Ouganda), est un acteur américain qui est connu pour avoir tenu le rôle de M. Moseby dans La Vie de palace de Zack et Cody et La Vie de croisière de Zack et Cody et également pour avoir joué celui du principal tweedy dans la série Lizzie McGuire sur Disney Channel.

## Filmographie
Il a aussi réalisé Bonne chance Charlie (saison 2, épisodes 15-23-28; saison 3, épisode 6) et joué dans Jessie (série télévisée) (saison 4, épisode 5).

### Cinéma
| Films | Films                                    | Films                    |
| Année | Film                                     | Rôle                     |
| ----- | ---------------------------------------- | ------------------------ |
| 1988  | Fatal Games                              | Dennis                   |
| 1989  | How I Got Into College                   | Earnest Boy              |
| 1991  | La Vie, l'Amour, les Vaches              | Dr. Steven Jessup        |
| 1992  | Aigle de fer III                         | Tee Vee                  |
| 1995  | Once Upon a Time... When We Were Colored | Sammy (19 ans)/Narrateur |
| 1996  | Museum of Love                           |                          |
| 1999  | Bowfinger, roi d'Hollywood               | Un acteur à l'audition   |
| 2000  | What Planet Are You From?                | Other MD                 |
| 2002  | The Third Wheel                          | Mitch                    |
| 2002  | Espion et demi                           | Jerry                    |
| 2004  | Elvis Has Left the Building              | Charlie                  |
| 2004  | Famille à louer                          | Levine the Lawyer        |
| 2005  | Match en famille                         | John Ryan                |
| 2008  | Pretty Ugly People                       | Raye                     |

### Télévision
| Télévision | Télévision                                       | Télévision                    | Télévision                              |
| Année      | Film                                             | Rôle                          | Notes                                   |
| ---------- | ------------------------------------------------ | ----------------------------- | --------------------------------------- |
| 1986       | Capitaine Furillo                                | Parker                        | 1 épisode                               |
| 1986       | 227                                              | Ken                           | 1 épisode                               |
| 1987       | Starman                                          | J.B.                          | 1 épisode                               |
| 1987       | ABC Afterschool Special                          |                               | 1 épisode                               |
| 1987       | Amen                                             | Marvin                        | 1 épisode                               |
| 1987       | Frank's Place                                    | Homer                         | 2 épisodes                              |
| 1987–1988  | The Bronx Zoo                                    | Schuyler Tate                 | 2 épisodes                              |
| 1988–1989  | Campus Show                                      | Sam Lee                       | 4 épisodes                              |
| 1989       | TV 101                                           | Noah Hawkins                  | 1 épisode                               |
| 1989       | CBS Schoolbreak Special                          | Justin Cook                   | 1 épisode                               |
| 1989       | The Women of Brewster Place                      | Bottom                        | Mini-série                              |
| 1990       | Charles s'en charge                              | Bernie                        | 1 épisode                               |
| 1991       | Brother Future                                   | T.J.                          | Téléfilm                                |
| 1991       | Teech                                            | Teech Gibson                  | 4 épisodes                              |
| 1994       | Living Single                                    | J.T.                          | 1 épisode                               |
| 1995–1998  | Les Frères Wayans                                | T.C.                          | 19 épisodes                             |
| 1995       | Sister, Sister                                   | Ed                            |                                         |
| 1996       | Mariés, deux enfants                             | George                        | 1 épisode                               |
| 1997       | Le Drew Carey Show                               | Mike                          | 1 épisode                               |
| 1997–1998  | Sparks                                           | Détective Floyd Pitts         | 3 épisodes                              |
| 1998       | Working                                          | Bobby                         | 1 épisode                               |
| 1998       | Buffy contre les vampires                        | Mr. Platt                     | 1 épisode                               |
| 1999       | La Vie à cinq                                    | Détective Danner              | 1 épisode                               |
| 1999       | Dingue de toi                                    | Jim                           | 1 épisode                               |
| 1999       | Le Caméléon                                      | Détective Meyers              | 1 épisode                               |
| 1999       | La Vie à tout prix                               | Detective Davis               | 2 épisodes                              |
| 2000       | JAG                                              | Petty Officer Scalline        | 1 épisode                               |
| 2000       | Ally McBeal                                      | D.A. Kessler                  | 1 épisode                               |
| 2000–2001  | Associées pour la loi                            | Lawyer                        | 2 épisodes                              |
| 2001       | Dharma et Greg                                   | Mr. Wader                     | 1 épisode                               |
| 2001–2002  | Lizzie McGuire                                   | Principal Tweedy              | 3 épisodes                              |
| 2001–2006  | Oui, chérie !                                    | Roy                           | 10 épisodes                             |
| 2003       | Friends                                          | Steve                         | 3 épisodes                              |
| 2003       | Le Monde de Joan                                 | Naval Officer God             | 1 épisode                               |
| 2004       | Touche pas à mes filles                          | Cop                           | 1 épisode                               |
| 2005–2007  | American Dad!                                    | Duper (voix)                  | 2 épisodes                              |
| 2005–2008  | La Vie de palace de Zack et Cody                 | Marion Moseby                 | 88 épisodes                             |
| 2005–2009  | Scrubs                                           | Hooch                         | 5 épisodes                              |
| 2006       | Phénomène Raven                                  | Marion Moseby                 | 1 épisode                               |
| 2006       | The Minor Accomplishments of Jackie Woodman (en) | Jeff Dills                    | 1 épisode                               |
| 2007       | Kim Possible                                     | Coco Banana (voix)            | 2 épisodes                              |
| 2007       | How I Met Your Mother                            | Loan Officer                  | 1 épisode                               |
| 2009       | SOS Daddy                                        | Maurice                       | Téléfilm                                |
| 2008–2011  | La Vie de croisière de Zack et Cody              | Marion Moseby                 | 64 épisodes                             |
| 2009       | Agent Special OSO                                | Special Agent Wolfie (voix)   | 18 épisodes                             |
| 2009       | Les Sorciers de Waverly Place                    | Marion Moseby                 | 1 épisode                               |
| 2009       | Hannah Montana                                   | Marion Moseby                 | 2 épisodes                              |
| 2010       | Phinéas et Ferb                                  | Maitre d'hôtel à Hawaï (voix) | 1 épisode                               |
| 2011       | Le Chihuahua de Beverly Hills 2                  | Juge McKible                  | Téléfilm                                |
| 2011       | Zack et Cody, le film                            | Marion Moseby                 | Téléfilm, Disney Channel Original Movie |
| 2015       | Jessie                                           | Marion Moseby                 | 1 épisode                               |